# Osek (okres Rokycany)
Osek (německy Wosek) je obec v okrese Rokycany v Plzeňském kraji. Leží asi čtyři kilometry severně od Rokycan. Žije v ní přibližně 1 400 obyvatel.

## Název
V roce 1869 nesla název Osek, v roce 1880 Vosek, od roku 1890 se opět nazývá Osek.

## Historie
První písemná zmínka o vesnici Osek pochází z roku 1240.

## Obyvatelstvo
Podle výsledků ze sčítání lidu 2011 v obci Osek žilo 1 296 obyvatel ve 451 domech. V samotném Oseku to bylo 1 151 obyvatel a 392 domů, ve Vitince 82 obyvatel ve 28 domech a v Novém Dvoře 63 obyvatel ve 31 domech.
| Rok            | 1869  | 1880  | 1890  | 1900  | 1910  | 1921  | 1930  | 1950  | 1961  | 1970  | 1980  | 1991  | 2001  | 2011  | 2021  |
| -------------- | ----- | ----- | ----- | ----- | ----- | ----- | ----- | ----- | ----- | ----- | ----- | ----- | ----- | ----- | ----- |
| Počet obyvatel | 1 447 | 1 357 | 1 417 | 1 377 | 1 339 | 1 295 | 1 284 | 1 028 | 1 111 | 1 078 | 1 068 | 1 117 | 1 090 | 1 296 | 1 427 |
| Počet domů     | 162   | 181   | 183   | 169   | 179   | 189   | 249   | 271   | 278   | 285   | 298   | 364   | 382   | 451   | 502   |

## Obecní správa

### Části obce
Kromě vlastní vesnice Osek k obci patří místní část Vitinka asi dva kilometry severozápadně od Oseka. Tvoří ji dvě základní sídelní jednotky: Vitinka a Nový Dvůr.

### Obecní symboly
Znak a vlajka byly obci uděleny rozhodnutím předsedy Poslanecké sněmovny Parlamentu České republiky dne 4. června 1998.

## Pamětihodnosti
- Barokní zámek Osek
- Letohrádek Kamýk – zřícenina barokního letohrádku[9]
- Kostel Nanebevzetí Panny Marie
- Socha svatého Isidora
- Socha svatého Jana Nepomuckého na návsi
- Fara
- Národní přírodní památka Vosek, klasické naleziště ordovických zkamenělin jižně od Oseka
- Buk na Čihadle, památný strom v lese severovýchodně od obce
- židovský hřbitov, hřbitov v jihovýchodní části obce

## Osobnosti
- Rudolf Wels (1882–1944), architekt
- Šimon Wels (1853–1922), spisovatel